# A Karib-tenger kalózai: A Fekete Gyöngy átka
A Karib-tenger kalózai: A Fekete Gyöngy átka egy 2003-as kalandvígjáték, ami a Karib-tengeren játszódik az 1700-as években. A film alapját a Disney játékparkjainak egyik látványossága, a Pirates of the Caribbean szolgáltatta, amit maga Walt Disney építtetett. A filmet Gore Verbinski rendezte, a producere Jerry Bruckheimer. Ez a film az első a Disney történetében, ami PG-13-as (13 éven aluliaknak csak szülői felügyelettel) korhatárt kapott az amerikai korhatár-besoroló bizottságtól, az MPAA-tól (az összes korábbi filmjük G vagy PG minősítéshez jutott).
A Fekete Gyöngy átka a világ különböző országaiból összesen 653 millió dollárt hozott a készítőknek, s ezzel az év negyedik legsikeresebb filmje lett, és az addig valaha bemutatott filmek között a harminc legsikeresebb közé jutott.
Nem sokkal a bemutató után a Disney bejelentette a folytatásokat; A Karib-tenger kalózai: Holtak kincse 2006. július 7-én került a mozikba az Egyesült Államokban, a harmadik rész pedig 2007. május 25-én. 2008 szeptemberében két újabb rész elkészítését jelentették be. A negyedik rész 2011. május 20-án került mozikba az Egyesült Államokban, az ötödik rész 2017. május 26-án került a mozikba.

## Cselekmény
|  | Alább a cselekmény részletei következnek! |

Elizabeth Swann (Keira Knightley)

A történet azzal kezdődik, hogy Swann kormányzó (Jonathan Pryce), a jamaicai Port Royal frissen kinevezett kormányzója kislányával, Elizabethtel Angliából a Karib-tengerre hajózik a Brit Királyi Flotta képviselője, Norrington hadnagy (Jack Davenport) kíséretében. Ráakadnak egy hajóroncsra, melynek egyetlen túlélője maradt: egy Will Turner nevű fiú. Elizabeth felfedezi, hogy a nyakában egy koponyát formáló aranymedál van, s félelmében, hogy a fiút kalóz mivolta miatt kivégezhetik, magához veszi a medált, és elrejti. Épp mielőtt a kormányzói hajó folytatná útját, Elizabeth egy pillanatra látni vél egy másik, szakadt vitorlájú hajót eltűnni a ködben.
Nyolc évvel később Norringtont parancsnokká nevezik ki, s Elizabeth (Keira Knightley) is hivatalos az előléptetési ceremóniára, ami után Norrington meg akarja kérni a kezét. Ám épp mielőtt megtenné, a lány elájul a melegtől és fűzője szorításától, s a magasból az óceánba zuhan. Az alig korábban Port Royalba érkezett kalóz, Jack Sparrow kapitány (Johnny Depp) menti ki a vízből. Mikor Jack a partra viszi a nőt, a brit katonák azonnal körbeveszik és letartóztatják korábban elkövetett bűntetteiért – köztük kalózkodásért, amiért a Brit Kelet-indiai Társaság megbélyegezte alkarján. Miközben megpróbál kereket oldani, Sparrow összeakad Will Turnerrel (Orlando Bloom) – aki most a helyi kovács inasa, s aki szerelmes Elizabethbe, de nem meri bevallani neki érzéseit –, s egy kardpárbajt követően Will munkaadója leüti, így végül rácsok mögé kerül.
Ezen az éjszakán Port Royalt lerohanja a Fekete Gyöngy néven ismert hírhedt szellemhajó: egy fekete bárka gonosz, vérszomjas legénységgel, s olyan kapitánnyal az élen, aki a szóbeszéd szerint „annyira gonosz, hogy a pokol is kivetette magából”. A legénység tagjai az ékszer birtoklója, Elizabeth után kutatnak, aki elrejtve valódi kilétét, Elizabeth Turnernek adja ki magát. Amikor elfogják, a lány „alku”-t kiált, aminek értelmében a felek nem okozhatnak sérülést egymásnak, s a fedélzetre viteti magát a kapitány, Barbossa (Geoffrey Rush) elé, aki korábban a Fekete Gyöngyön Sparrow elsőtisztje volt. Elizabeth Port Royal elhagyásáért cserébe felajánlja a medált a kalózoknak, Barbossa pedig elfogadja az üzletet, de kihasználva pontatlanságát, elrabolja Elizabethet.

Will Turner (Orlando Bloom)

Másnap Will igyekezete, hogy meggyőzze Norringtont és a Királyi Flottát az ellenség azonnali üldözéséről, kudarcot vall. Míg a parancsnok stratégiát próbál kidolgozni, Will kiszabadítja Jacket a cellájából, s az cserébe beleegyezik, hogy segít neki megtalálni a Fekete Gyöngyöt és Elizabethet. Miután elhajóznak a Lopakodóval, a Flotta leggyorsabb hajójával, s legénységet toboroznak a hírhedt kalózkikötőben, Tortugán, Jack és Will Barbossa nyomába indul, aki Isla de Muertára tart – egy rejtélyes szigetre, ami állítólag felfedezhetetlen, s csak az találja meg, aki már tudja, merre keresse.
Ezalatt a Fekete Gyöngyön Elizabeth megismeri Barbossa és legénysége történetét és szándékát. Egykor a hajó és legénysége Jack Sparrow kapitány parancsnoksága alatt állt, mígnem fellázadtak ellene, éppen tíz évvel ezelőtt. Barbossa utasítására Jack kénytelen volt Isla de Muerta felé venni az irányt, egy láda azték arany rejtekhelyére. Őt közben kitették egy elhagyatott kis szigetre, egy egyetlen golyót tartalmazó pisztollyal, hogy ha gondolja, vessen véget szenvedésének, a legénység pedig rálelt az azték kincsre, s a rajta ülő átkot babonának vélve mindet magukhoz vették. Will apja, „Bocskor Bill” Turner volt az egyetlen a hajón, aki tiltakozott a lázadás ellen. Elküldött egy aranyat a fiának azt remélve, hogy a legénység sosem találja meg, s a felkelés büntetéseképp így örökké átkozottak maradnak – de ezzel maga is kárhozottá vált. Barbossa megtorlásként Bocskor bocskorát egy ágyúhoz kötve az óceán mélyére lökte.
A legénység túl későn ébredt rá, hogy az átok valódi: éhségükre, szomjukra és kéjvágyukra sosem találhattak kielégülést, élőholttá váltak, képtelenek meghalni, hacsak testük darabjaira nem törik. A Hold fénye felfedi, a kalózok hogy élnek: rothadó csontvázuknak nem árthat egy egyszerű lövés vagy döfés. Hogy feloldják az átkot, a kincs minden egyes darabját vissza kell szolgáltatniuk a ládába, s véráldozatot kell bemutatniuk. Egy évtized után végül sikerült visszahordani majdnem az összes aranyat – már csak Bocskor Bill vére és az általa ellopott darab hiányzik. A medállal (ami valójában az utolsó kincs) és Elizabethtel (akit Bocskor Bill lányának vélnek) a birtokában Barbossa úgy hiszi, végre minden megvan, hogy az átkot megszüntessék.
Az átok feloldására tett sikertelen kísérletet követően Will megszökteti Elizabethet egy csónakban, bizalmatlanságból kifolyólag Jacket a szigeten hagyva (a kalózeskü szerint aki lemarad, ottmarad). Mikor Barbossa és a legénység felfedezi Jacket, Sparrow üzletet ajánl nekik: a Fekete Gyöngyért cserébe elárulja, kinek a vére kell az átok megszüntetéséhez. Ám Jack terve kudarcba fullad, miután a Gyöngy utoléri a Lopakodót, s a szellemkalózok leigázzák azt. Willt börtönbe zárják a fedélzet alatt, miközben a medált próbálja megszerezni. Jack is az ékszer után kap, ám végül Barbossa majma, amit szintén Jacknek hívnak, elorozza előle. Küldetésüket teljesítve a Gyöngy legénysége fogságba ejti a Lopakodó embereit, köztük Elizabethet, s – látszólag Willel együtt – elsüllyesztik a hajót.

James Norrington hadnagy (Jack Davenport)

A fiú azonban csakhamar a Gyöngy fedélzetén terem, s felfedi kilétét a kalózhajó legénysége előtt. Egy félresikerült alkut követően Elizabeth és Jack ugyanarra a szigetre kerül, amelyikről Sparrow tíz évvel korábban megszökött, míg Willre a véráldozat szerepe vár az átok feloldása érdekében. Elizabeth felgyújtja a szigeten elrejtett rumkészletet (Jack nagy bánatára), s a hatalmas füstöt rövidesen felfedezi Norrington hajója. Megmenekülve a lassú haláltól, Elizabeth igyekszik meggyőzni a parancsnokot, hogy forduljanak vissza Willért, és ennek érdekében hajlandó igent mondani a parancsnok korábbi házassági ajánlatára is.
Mikor Isla de Muertához érkeznek, Jack meggyőzi Norringtont, hogy hadereivel várjon lesben Barbossára és embereire, míg ő bemegy és kicsalja őket. Odabent rábeszéli Barbossát, hogy halasszák el az átok megtörését addig, amíg meg nem ölik a Királyi Flotta hajójának, a Rettenthetetlennek legénységét és el nem foglalják a bárkát. Jack előre kitervelt mindent; azzal azonban nem számolt, hogy az élőhalott legénység az óceán fenekén sétál ki a barlangból, s így kikerüli a csapdát. Mialatt a Fekete Gyöngy legénysége összecsap a Rettenthetetlen embereivel, Jack – aki időközben elemelt egy aranyat az átkozott kincsből – kardpárbajba kezd Barbossával, korábbi elsőtisztjével. Mivel ő is csatlakozott a kárhozottakhoz, Jack is halhatatlan, míg meg nem szabadítják az átoktól. Ehhez viszont immáron az ő vére is szükséges. Egy ideig csattognak a pengék, mígnem Will és Sparrow is felkészül vérük adására és a birtokukban lévő kincs (Will az apjától kapott medál, Jack pedig amit elcsent) visszajuttatására. Mielőtt Turner a ládába ejti az aranyat, Jack rálő Barbossára pisztolyával, melyben a golyót tíz éve tartogatta. Mikor Barbossa erre úgy reagál: „Tíz évig hordoztad magaddal ezt a golyót a pisztolyban és most kárba veszett”, Will így vág közbe: „Nem veszett kárba!”, s beleejti vérző kezéből az utolsó aranyat a ládába, megtörve az átkot. Így a Fekete Gyöngy legénysége ismét halandóvá válik, Barbossa pedig holtan esik össze a kincsekkel telített földön, s elejti keserű, zöld almáját. Felfedezve, hogy többé nem átkozottak, s ezáltal halandóak, Barbossa emberei megadják magukat a Királyi Flottának.
Ismét Port Royalban Norrington Jack törvényes felakasztására készül, ám Will, aki úgy hiszi, a kalóz jó ember ahhoz, hogy halált érdemeljen, megmenti őt. Elizabeth mindez s a kovácsinas szerelmi vallomása hatására felbontja eljegyzését Norringtonnal, s helyette Willt választja. Norrington beletörődik a nő visszalépésébe, s megbocsátást ad Willnek bűnös tettéért; ezalatt Jack megszökik, az erődről háttal az óceánba zuhan, ahonnan legénységéhez úszik a Fekete Gyöngyre, aminek végre kapitánya lehet. Norrington végignézi, amint Jack egy ismeretlen kaland felé hajózik, s elismerésre méltatja a kalózt annyira, hogy adjon neki egy nap előnyt.
Easter egg: A vége főcím után egy jelenetet láthatunk Isla de Muertán, amiben Barbossa majma, Jack, kimászik a vízből az azték aranyhoz, s magához vesz egy darabot. Az újra elátkozott majom a néző felé veti magát nagyra tátott szájával, át a Hold fénysugarán.
|  | Itt a vége a cselekmény részletezésének! |

## Produkció és fogadtatás

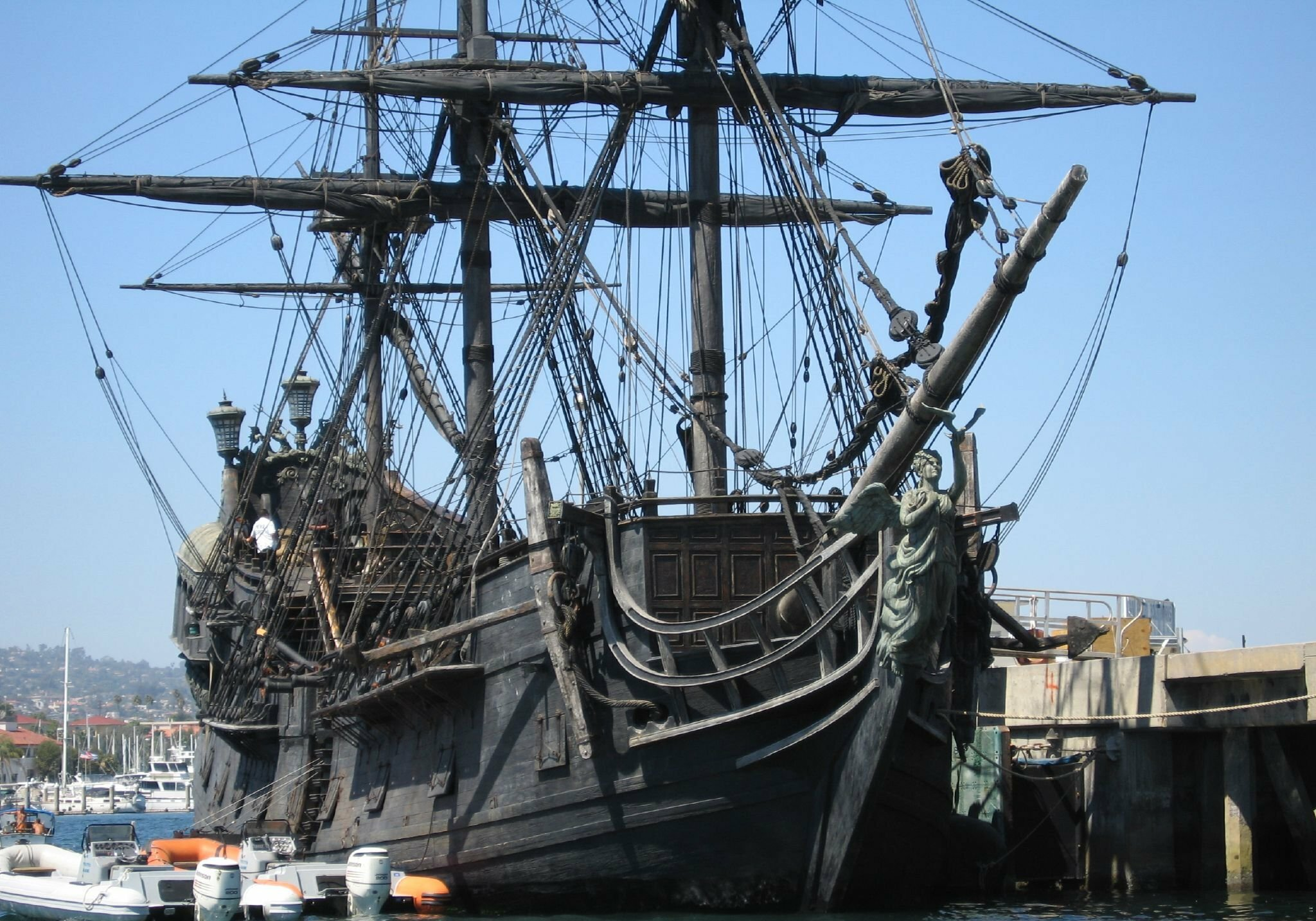
A Fekete gyöngy vitorlás bárka San Pedro kikötőjében

Mikor 2002 elején a bejelentették a film elkészítését, a mozirajongók és a kritikusok egyaránt szkeptikusok voltak a film sikerét illetően; maga a koncepció, hogy a Disney egyik saját park-látványosságára épít egy filmet, pusztán egy merész marketingfogásnak látszott. Mindezek mellett a nagy költségvetésű kalózos filmek sorozatosan buktak meg a mozipénztáraknál (többek között A kincses sziget kalózai és A kincses bolygó).
A kritikusokat meglepetés érte, mikor a filmet egy szórakoztató kalandmozinak találták, ráadásul a produkció hatalmas anyagi siker lett, több mint 300 millió dolláros bevételt generálva csak Észak-Amerikában.
Az alkotást továbbá öt Oscar-díjra is jelölték: Legjobb smink, Legjobb hang, Legjobb hangvágás, Legjobb vizuális effektek és az Akadémia hagyományainak tudatában meglepő módon a Legjobb férfi főszereplő kategóriákban.
A Fekete Gyöngy átka szerepel az IMDb 250 legjobb filmje között 8 csillagos értékeléssel.
Más filmek, melyeket a Disney látványparkjai ihlettek (A házi maci, Elvarázsolt kastély) gyengén szerepeltek.

## Érdekességek

Baki a film egyik jelenetében. Hová tűnik reggelre a vár?

- A filmet a Walt Disney vidámparkjának egyik látványossága ihlette.
- A film akkora sikernek bizonyult, hogy a Disney lezárta a Pirates of the Caribbean látványosságát Disneylandben és Disney Worldben, hogy felújítsák őket. Az újítások között szerepel egy animatronikus szakasz, amiben Barbossa Jack Sparrow kapitányt üldözi. Disneylandben 2006. június 26-án nyílt meg az átépített produktum, Disney Worldben pedig a film második részének mozibemutatója napján, július 7-én.
- A jelenet, amiben Jack Sparrow süllyedő hajójának árbócán áll, egyfajta főhajtás Buster Keaton A navigátor című 1924-es filmje előtt.
- A film utolsó mondatát -„Vár ránk a horizont”- maga Johnny Depp ötlötte ki a jelenet felvételének reggelén.
- Mikor Will magához tér Port Royalban a kalóztámadás után, s a kikötő felé pillant, észrevehető a kislány, aki a fiatal Elizabethet játssza (Lucinda Dryzek).
- Isla de Muerta sziget neve spanyolul van, s annyit tesz: „holtak szigete”. Tortuga ugyanezen a nyelven a „teknős” megfelelője és szintén egy sziget neve.
- Mikor egy éjszakai felvételről tértek haza a Karib-tenger szigeteiről, Keira Knightley hajója léket kapott és süllyedni kezdett. A fedélzeten rajta kívül csak anyja és a hajó irányítója volt, akiket sérülés nélkül kimentettek pár órán belül. Ám az incidens arra késztette az alkotókat, hogy a további hasonló jeleneteket stúdióban rögzítsék.
- Eredetileg a cím csak A Karib-tenger kalózai volt, de annak reményében, hogy a film jól szerepel a jegypénztáraknál és folytatás is készülhet, megváltoztatták.
- A film ősbemutatója a kaliforniai Disneyland Parkban volt, az eredeti Pirates of the Caribbean attrakció otthonában, 2003. június 28-án. Ez volt az első film, amit Disneylandben mutattak be.
- Johnny Depp karakterének, Jack kapitánynak aranyfogai vannak a filmben. Ezeket Depp fogorvosával valóban elkészíttette a produkció kedvéért, ám a Disney akkori vezérigazgatója, Michael Eisner túl soknak találta a fogsorátalakítást, így néhány kivételével eltávolításukat javasolta.
- Jerry Bruckheimer producer és Gore Verbinski rendező szerette volna igénybe venni a mexikói Rosaritóban található hatalmas víztartályt, amit a Titanic (1997) és a Pearl Harbor – Égi háború (2001) forgatásához is felhasználtak, ám az idő tájt Peter Weir foglalta le a Kapitány és katona: A világ túlsó oldalán felvételeihez.
- A jelenet, amiben Orlando Bloom utánozza Johnny Depp játékát, Bloom ötlete volt, s megkérte Jerry Bruckheimer producert, hogy bekerülhessen a filmbe.
- A stábból többen is tengeribetegek lettek a forgatás befejeztével.
- A Fekete Gyöngy Port Royal-i támadásakor az utolsó ágyúlövés robbanása egy Mickey Egér fejet formáz az éjszakai égen.
- Ruházatával és faszénnel takarták el Johnny Depp jópár tetoválását. A „Jack Sparrow” tetoválás a kezén a filmben nem igazi, de a forgatás után Depp valójában is megcsináltatta fia, Jack tiszteletére.
- Mikor a forgatókönyvírók, Ted Elliott és Terry Rossio eredetileg felhozták a film ötletét a Disney vezetőinek a '90-es évek elején, elutasításra találtak.
- Eredetileg Alan Silvestri lett volna a zeneszerző, de végül Klaus Badelt ugrott be a helyére. Néhány moziplakáton azonban még olvasható a „Zene: Alan Silvestri” kredit. Ezeken a posztereken Jay Wolpert, a negyedik író neve pedig hiányzik.
- Swann kormányzó keresztneve a film szövegkönyve szerint Weatherby, Barbossáé a DVD egyik kommentárja szerint Hector, Norringtoné pedig James, de egyikükét sem említik a filmben.
- A Brit Kelet-indiai Társaság valóban megbillogozta a kalózokat egy „P” betűvel, de nem a karjukon, hanem a homlokukon.
- A különböző „eunuch”-os szövegek Johnny Depp improvizációi.
- A „kalóz” és „kalózkodás” szavak 56 alkalommal hangzanak el a film folyamán.
- Johnny Depp kontaktlencsét viselt, ami egyúttal napszemüvegként is szolgált, így nem kellett hunyorognia felvétel közben, ha a Nap éppen úgy sütött.
- A forgatókönyvírók DVD-kommentárja szerint Will Turner a legjobb kardvívó a filmben, Barbossa és Norrington nagyjából egyenlőek, míg Jack Sparrow a legrosszabb.
- A brit Channel 4 csatorna „Legjobb családi filmek” listáján negyediknek szavazták meg a filmet.
- Keira Knightleynak hajkiegészítést kellett hordania, mivel előző filmje, a Csavard be, mint Beckham! óta haja még nem nőtt eleget.
- Mivel meggyőződése, hogy a 18. századi kalózok a mai kor rocksztárjainak felelnek meg, Johnny Depp játékának inspirációjaként nevezte meg barátját, Keith Richardsot.
- Michael Keaton, Jim Carrey és Christopher Walken mind esélyesek voltak Jack Sparrow szerepére.
- Jude Law, Ewan McGregor, Tobey Maguire, Christopher Masterson és Christian Bale mind esélyesek voltak Will Turner szerepére.
- Barbossa kapitány nevét a magyar szinkronban végig tévesen Barbarossának mondják.

## Utalások a következő részre/részekre
- Miután Jack kimentette Elizabeth-et a vízből, Norrington megnézte a kezét, és ott volt egy égetett P betű. Ez a Kelet-India társaság jele volt. A második és a harmadik részben szintén szerepel ez a társaság, és ez a jel.
- Mikor Will megkérdezi, hogy ismerték-e a kalózok az apját, Pintel elmeséli a történetét. A magyarul elhangzott „Épp a sötét mélység felé süllyedt amely örökre elnyelte.” És íme az angol mondat: „He was sinking to the crushing, black oblivion of Davy Jones' locker.” Vagyis, Davy Jones börtönébe került.

## Szereplők
| Szereplő                  | Színész         | Magyar hang            |
| ------------------------- | --------------- | ---------------------- |
| Jack Sparrow kapitány     | Johnny Depp     | Király Attila          |
| Hector Barbossa           | Geoffrey Rush   | Rajhona Ádám           |
| Will Turner               | Orlando Bloom   | Csőre Gábor            |
| Elizabeth Swann           | Keira Knightley | Szinetár Dóra          |
| Weatherby Swann kormányzó | Jonathan Pryce  | Harsányi Gábor         |
| James Norrington          | Jack Davenport  | Sebestyén András       |
| Joshamee Gibbs            | Kevin McNally   | Faragó András          |
| Ragetti                   | Mackenzie Crook | Dolmány Attila         |
| Pintel                    | Lee Arenberg    | Keresztes Sándor       |
| Anamaria                  | Zoë Saldana     | F. Nagy Erika          |
| Murtogg                   | Giles New       | Sinkovits-Vitay András |
| Grapple                   | Trevor Goddard  | Sótonyi Gábor          |
| Mullroy                   | Angus Barnett   | Szűcs Sándor           |
| Cotton                    | David Bailie    | néma                   |

## Jelölések
- 2004 – BAFTA-díj jelölés – Legjobb férfi főszereplő – Johnny Depp
- 2004 – BAFTA-díj jelölés – Legjobb jelmeztervezés – Penny Rose
- 2004 – BAFTA-díj jelölés – Legjobb vizuális effektusok – Hal T. Hickel, John Knoll, Terry D. Frazee, Charles Gibson
- 2004 – BAFTA-díj jelölés – Legjobb hang – David E. Campbell, David Parker, George Watters, Christopher Boyes, Lee Orloff
- 2004 – Oscar-díj jelölés – a legjobb férfi főszereplő – Johnny Depp
- 2004 – Oscar-díj jelölés – a legjobb maszk – Ve Neill, Martin Samuel
- 2004 – Oscar-díj jelölés – a legjobb hang – Christopher Boyes, David Parker, David E. Campbell, Lee Orloff
- 2004 – Oscar-díj jelölés – a legjobb hangeffektus vágás – George Watters II, Christopher Boyes
- 2004 – Oscar-díj jelölés – a legjobb vizuális effektusok – John Knoll, Hal T. Hickel, Charles Gibson, Terry D. Frazee
- 2004 – Golden Globe-díj jelölés – a legjobb vígjáték vagy musical színész – Johnny Depp